# ミルキィホームズ ライブ in 武道館
『ミルキィホームズ ライブ in 武道館』（ミルキィホームズ ライブ イン ぶどうかん）は、ミルキィホームズの3作目となるライブ映像作品。2012年12月5日にランティスからBlu-ray Disc、DVDが発売された。

## 概要
2012年5月20日に日本武道館で行われた『ミルキィホームズ ライブ in 武道館』の模様が収録されている。
本作品は前作までと違いミュージカル調に話が進んでいくのが特徴。
映像特典として、リハーサルや会場外、ゲネリハ、ライブ本番中の様子などが収録されている。

## 収録内容

### Disc1
1. OPENING ～ ナゾ!ナゾ?Happiness!!
歌：ミルキィホームズ
2. 恋の調査報告書
歌：ミルキィホームズ
3. 泣き虫TREASURES
歌：ミルキィホームズ
4. MC-1
5. Interlude-アルセーヌの挑戦状
6. こちらミルキィホームズ!
歌：ミルキィホームズ
7. ミルキィ tea time
歌：ミルキィホームズ
8. Interlude-教室にて
9. Interlude-アルセーヌ登場
10. 美的・エゴイズム
歌：アルセーヌ（明坂聡美）
11. Interlude-シャロの捜索
12. グッデイ・エブリデイ
歌：シャーロック・シェリンフォード（三森すずこ）
13. Interlude-シャロとコーデリア
14. それはTOYS☆
歌：シャーロック・シェリンフォード（三森すずこ）＆コーデリア・グラウカ（橘田いずみ）
15. Interlude-コーデリアの捜索
16. ヒミツの花園
歌：コーデリア・グラウカ（橘田いずみ）
17. Interlude-エリーの捜索
18. ヒロイン探偵物語
歌：エルキュール・バートン（佐々木未来）
19. Interlude-ネロとエリー
20. ぎみぃみるきぃ
歌：譲崎ネロ（徳井青空）＆エルキュール・バートン（佐々木未来）
21. Interlude-ネロの捜索
22. DADADA☆はっく
歌：譲崎ネロ（徳井青空）
23. Interlude-ヒントが集まった!…が
24. Interlude-トランス系アイドルKoKoRo登場!
25. ココロノエデン
歌：明智小衣（南條愛乃）
26. ムーンライト探偵Ｓ＆Ｎ
歌：シャーロック・シェリンフォード（三森すずこ）＆譲崎ネロ（徳井青空）
27. ヴィーナス戦線異状なし
歌：エルキュール・バートン（佐々木未来）＆コーデリア・グラウカ（橘田いずみ）
28. Interlude-ミルキィホームズ、武道館へ出動です!
29. 雨上がりのミライ
歌：ミルキィホームズ
30. いつだってサポーター!
歌：ミルキィホームズ
31. Interlude-武道館に到着!
32. ドリーム脳内T.K.O!!!! ～ 正解はひとつ!じゃない!!
歌：ミルキィホームズ
33. Interlude-大・団・円!
34. フレフレmy勇気!
歌：ミルキィホームズ
35. Day by Day～キミと一緒に
歌：ミルキィホームズ

### Disc2
1. 熱風海陸ブシロード～熱き咆哮～(Euro version)～Encore～
歌：ミルキィホームズ
2. MC-2 ～ Encore ～
3. 手のひらのキセキ ～Encore～
歌：ミルキィホームズ
4. MC-3 ～W-Encore～
5. 聞こえなくてもありがとう ～W-Encore～
歌：ミルキィホームズ
6. パーティーパーティー! ～Finale～W-Encore～
歌：ミルキィホームズ

### 映像特典
1. リハーサル（6:00）
2. 当日会場入り（6:33）
3. 会場外（3:45）
4. ゲネプロ（7:41）
5. ライブスタート！（11:02）